# トーキー (イングランド)
トーキー（Torquay）は、イングランド南西部のデヴォン州トーベイに面すタウン。発音は英音/tɔːˈkiː/、米音/tɔrˈkiː/。第2音節の「キー」に強勢を置くため、実際の発音は「トーキー」。
トーキー地区の人口62,963人（2001年）。推理小説作家のアガサ・クリスティーの出生地である。

## 歴史
現代のトーキーの地域に旧石器時代から人が定住していたという。45万年前のものというケンツの洞窟から手斧が発見されている。上顎骨の断片も発見されており、ヨーロッパでの人間の最も古い例であるとされている。
ブリテン諸島が古代ローマ帝国の一部であった頃、ローマ人兵士らがトーキーの数カ所を訪れていたことが知られる。彼らはケンツ洞窟内の不思議な岩の組成に『フェイス』と呼ばれる奉納物を残した。一帯にローマ人が定住した証拠は何もない。しかし近隣のトットネスでは定住の痕跡が発見され、エクセターへも非常に近い。小さな単位でのローマ人の移住は可能であっただろう。
最初の主要な建物は1196年創建のプレモントレ会 (en) 派トール修道院 (en) であった。トーキーはナポレオン戦争まで知名度の低い漁村であった。この戦争で、町はしばしば海峡艦隊の避難用基地として使用され、士官の親族らがしょっちゅうトーキーを訪問した。トーキーの穏やかな気候は多くの訪問者たちを魅了し、より遠い北部や東部の寒い冬から逃れ、病から回復することができる町と彼らはみなすようになっていった。1801年には人口838人の町が、1851年には瞬く間に増え11,474人になっていた。
トーキーが拡大した2番目の現象は、1848年12月18日のトール駅開通によって始まった。改良された交通機関の結合は、さらなる素早い成長を招いた。市中心部のトーキー中央駅は1859年8月2日に開業した。10年ほどの成長のあと、トーキーは1872年にバラ（borough）の地位を与えられた。以前に健康回復の地と見なされたため、トーキーは健康な観光客をも奨励し始め、1902年に最初の宣伝キャンペーンを夏の観光客誘致に始めた。
第二次世界大戦中、軍病院がトーキーにあった。ガリポリの戦いからの多くの生存者が町で健康を取り戻した。そのために軍の、戦地へ向かう集結基地ともなった。1915年9月、ジョージ5世と王妃メアリーがトーキーを訪問した。戦争終結後、グレート・ウェスタン鉄道はトーキーの観光キャンペーンを立ち上げた。これが町を主要な南岸リゾート地となるのを助けた。
第二次世界大戦中、トーキーは南東イングランドの町よりも安全とされ、首都地域からの疎開受け入れ先となった。トーキーはいまだ戦時中の爆撃による損傷をとどめている。特にナチス・ドイツ軍による英本土空襲ザ・ブリッツのプリマス方面への空襲プリマス・ブリッツ（en:Plymouth Blitz）によるものである。ノルマンディー上陸作戦の際、D-デイを主導した数千のアメリカ軍要員がトーキーに到着した。最後のトーキーへの空襲は1944年5月29日であった。
1948年、ロンドンオリンピックでは水泳競技がトーキーで開催された。ロンドンから聖火がトー修道院の庭園へ持ってこられた。2012年のロンドンオリンピックでは競技開催地ではないが、ウェイマス（デヴォン州の町）でセイリング競技が開催されるのに合わせ、トー湾 (Tor Bay) は準備キャンプの場所として名乗りを上げた。
第二次世界大戦から戦後にかけて、イギリスの観光の内容や中味は顕著に変化した。景気が良くなるにつれ、外国での休暇が今や当たり前であり、海岸の町はツアー観光の一部としての短期滞在で人気を増している。近頃のトーキーでは外国人観光客が増え、外国からの交換留学生のための主要目的地となっている。

## 出身人物
- アガサ・クリスティー  - 推理小説家
- リチャード・フランシス・バートン  -  探検家
- ロジャー・ディーキンス  -  映画監督
- オリー・ワトキンス - サッカー選手

## 姉妹都市
- ハーメルン 、 ドイツ
- ヘレフートスライス、 オランダ